# Nadalj
Nadalj (Надаљ) este un sat situat în partea de nord a Serbiei, în Voivodina. Aparține de comuna Srbobran.